# Kokosvezel

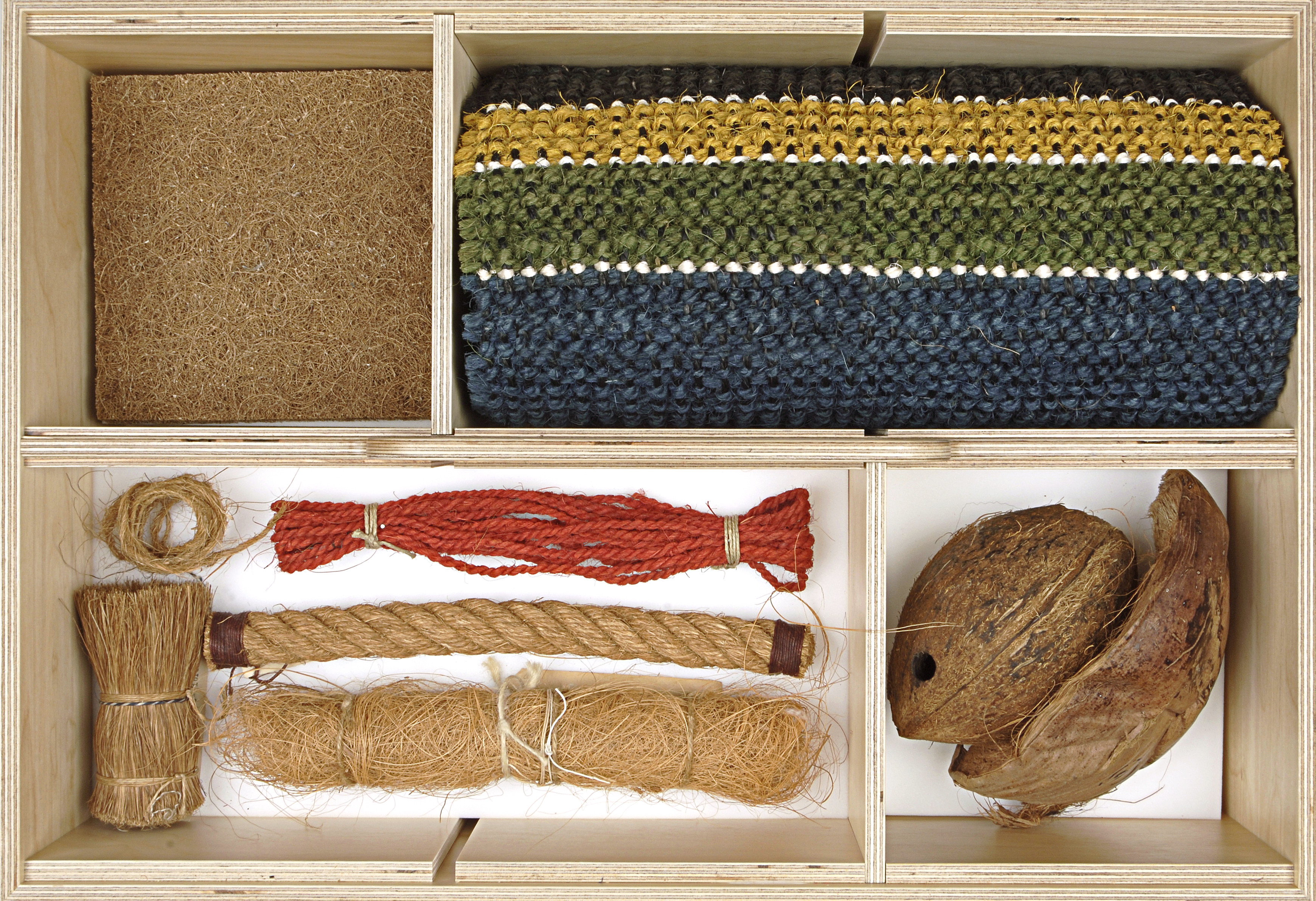
Kokosvezel - Lade en monsters van het textielkabinet in het Textielmuseum te Tilburg

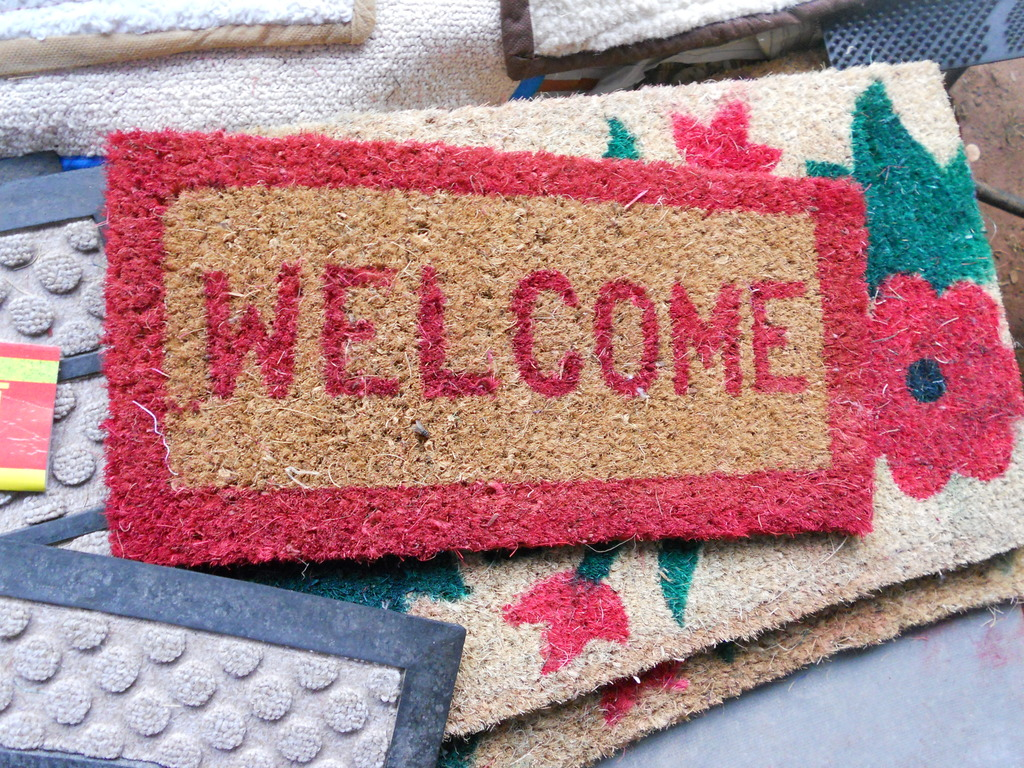
Kokosvezel deurmat

Kokosvezel (of Klappervezel) is een taaie en stugge plantenvezel die afkomstig is van de bast van kokosnoten. De naam 'klappervezel' komt nog uit de koloniale tijd, tegenwoordig wordt alleen de naam 'kokosvezel' gebruikt en in de internationale handel de Engelse naam coir fibre.  De vezel wordt onder meer gebruikt voor borstels, matrassen en dergelijke. Tot na de Tweede Wereldoorlog werden erg veel geweven kokosmatten gebruikt, maar deze toepassing is in Europa bijna verdwenen.

Kokosvezel zit in de pulplaag tussen de harde kern van de noot en de buitenste schil. Er bestaan twee types: de bruine en de witte. De bruine vezel komt van rijpe noten en wordt onder andere gebruikt in de singels die gebruikt worden in meubelstoffering, voor matten en zakken en in de tuinbouw. Witte kokosvezel komt van onrijpe vruchten en wordt gebruikt voor fijnere toepassingen zoals borstels, touw en netten.

## Structuur
De kokosvezel is een cellulosevezel. Ze is veel dikker dan de andere cellulosevezels, zoals katoen en vlas. De vezel is hol met dikke wanden en recht en glad van vorm. Tijdens de groei zijn ze eerst bleek, maar bij het rijpen wordt op de cellulose een laagje lignine afgezet waardoor de vezels harder en bruin worden. Kokosvezel verschilt door de lignine van vlas en katoen, die daarvan veel minder bevatten en is daardoor stugger en sterker. De gemiddelde vezellengte schommelt sterk en ligt tussen de 10 en 30 centimeter. De vezel is goed bestand tegen vocht en net als de andere cellulosevezels slecht bestand tegen zuren.

## Verwerking

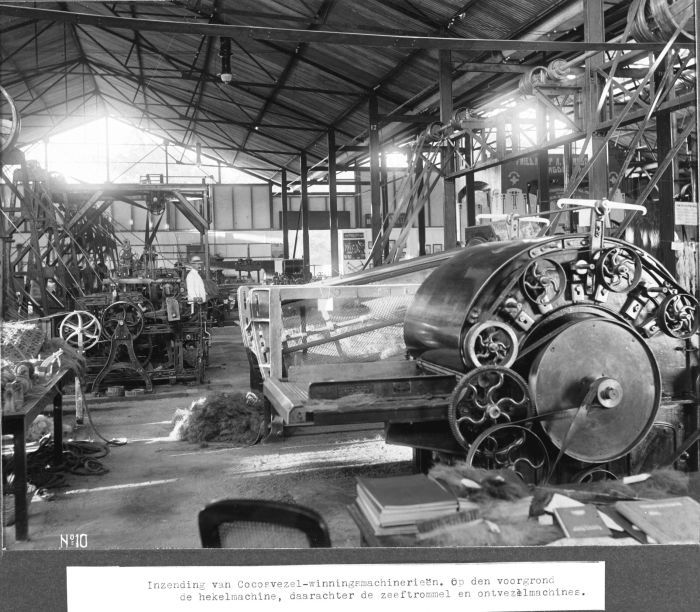
Machines voor de winning van kokosvezels op de tentoonstelling tijdens het Vezelcongres in Soerabaja

Om de vezels vrij te maken moet de pulplaag losgemaakt worden van de kern. Dit gebeurde vroeger met de hand door de noot te splijten. Nu zijn er machines die de noot verbrijzelen en zo de vezellaag vrij maken.

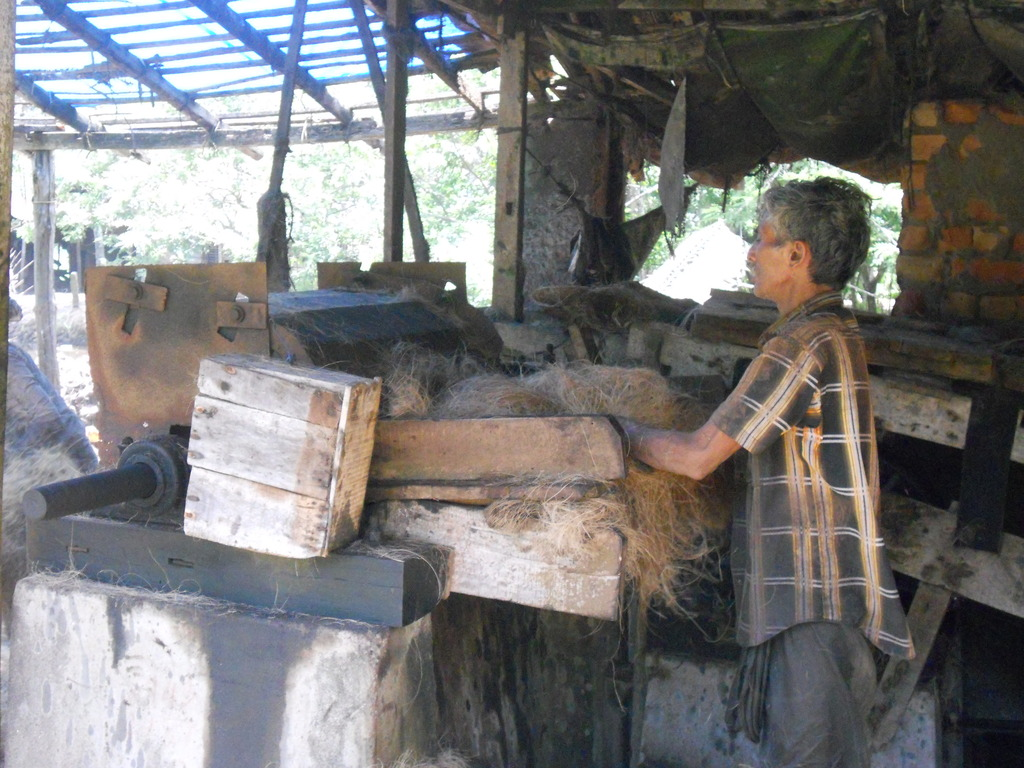
Kloppen van de vezels

De resten van de schaal met bruine vezels worden in stromend water gelegd om de vezels los te maken van de bast. Tegelijkertijd zwellen ze worden ze soepeler. Daarna worden de lange vezels gescheiden van de kortere . De lange worden gewassen, gedroogd en dan machinaal gehekeld of met de hand geslagen om de vezels te richten en korte vezels te verwijderen. De kortere worden gereinigd en een deel wordt vochtig gehouden zodat ze soepel blijven. Deze vezels zijn geschikt voor het maken van touwen. De kokosvezel is elastisch genoeg om te twijnen zonder te breken en houdt dan de golving die door het twijnen ontstaat. 
De witte vezels worden 10 maanden in water gelegd om te roten. In deze tijd breken micro-organismen de vliezen in de plant af en maken de vezels vrij. Daarna worden de vezels gehekeld om de korte vezels te verwijderen. De gereinigde vezel kan dan versponnen worden.
Er is een biologisch proces ontwikkeld om de vezels uit de pulp vrij te maken zonder het milieu te belasten. Deze technologie werkt met enzymen en voorkomt de verontreiniging door het traditionele roten.
De vezels kunnen op zware spin- en weefmachines verwerkt en als cellulosevezels gebleekt en geverfd worden.

## Toepassingen

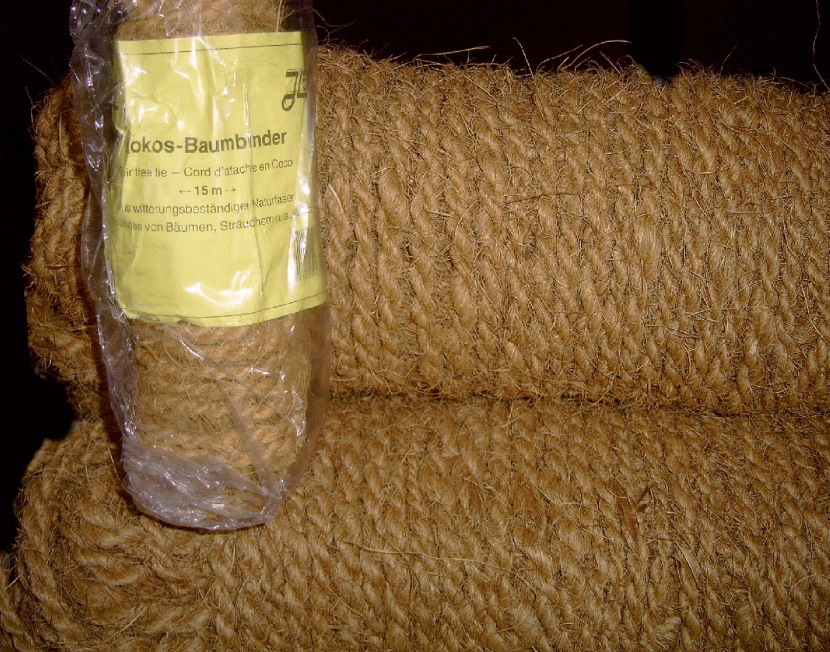
Touw uit kokosvezel

Bruine kokosvezel wordt gebruikt in matten, borstels, matrassen en zakken, maar ook in bijvoorbeeld ecologische tuinafscheidingen. Een klein gedeelte wordt getwijnd tot touw. Blokken van gegolfde vezel, gemaakt door naaldprikken, worden in de vorm  gesneden en gebruikt als matrassen en als geotextiel voor bescherming tegen erosie. Een grote hoeveelheid wordt gebonden met rubber en gebruikt als isolatie in auto's en andere voertuigen.
Het grootste deel van de witte vezel wordt getwijnd tot garen en touw. Hiervan worden onder andere kokosmatten geweven.

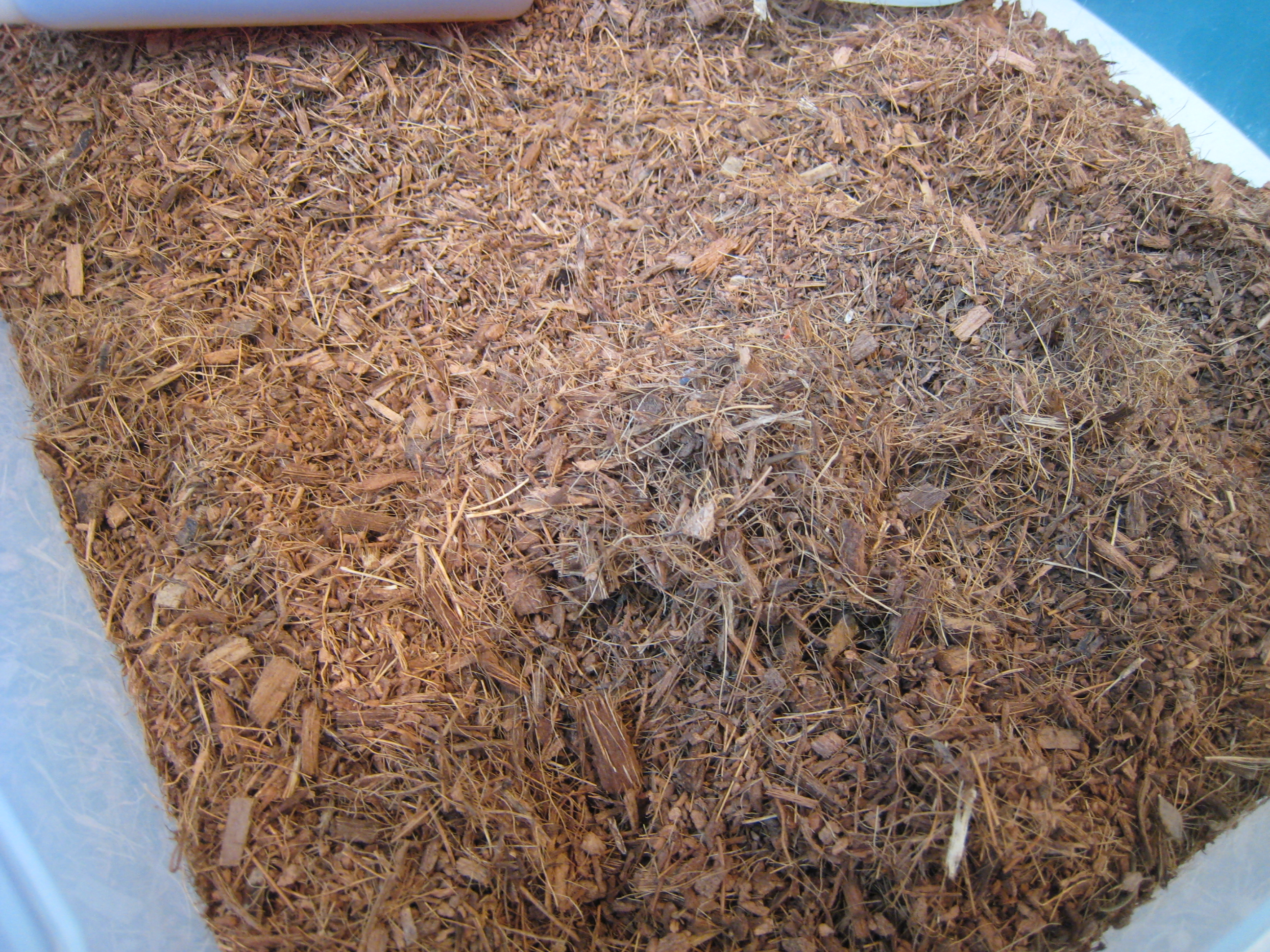
Kokosvezels voor bodembedekking

In de tuinbouw worden de zeer korte vezels gebruikt als vervanger van veen (coco peat), als strooisel tussen planten (mulch) en als groeisubstraat.

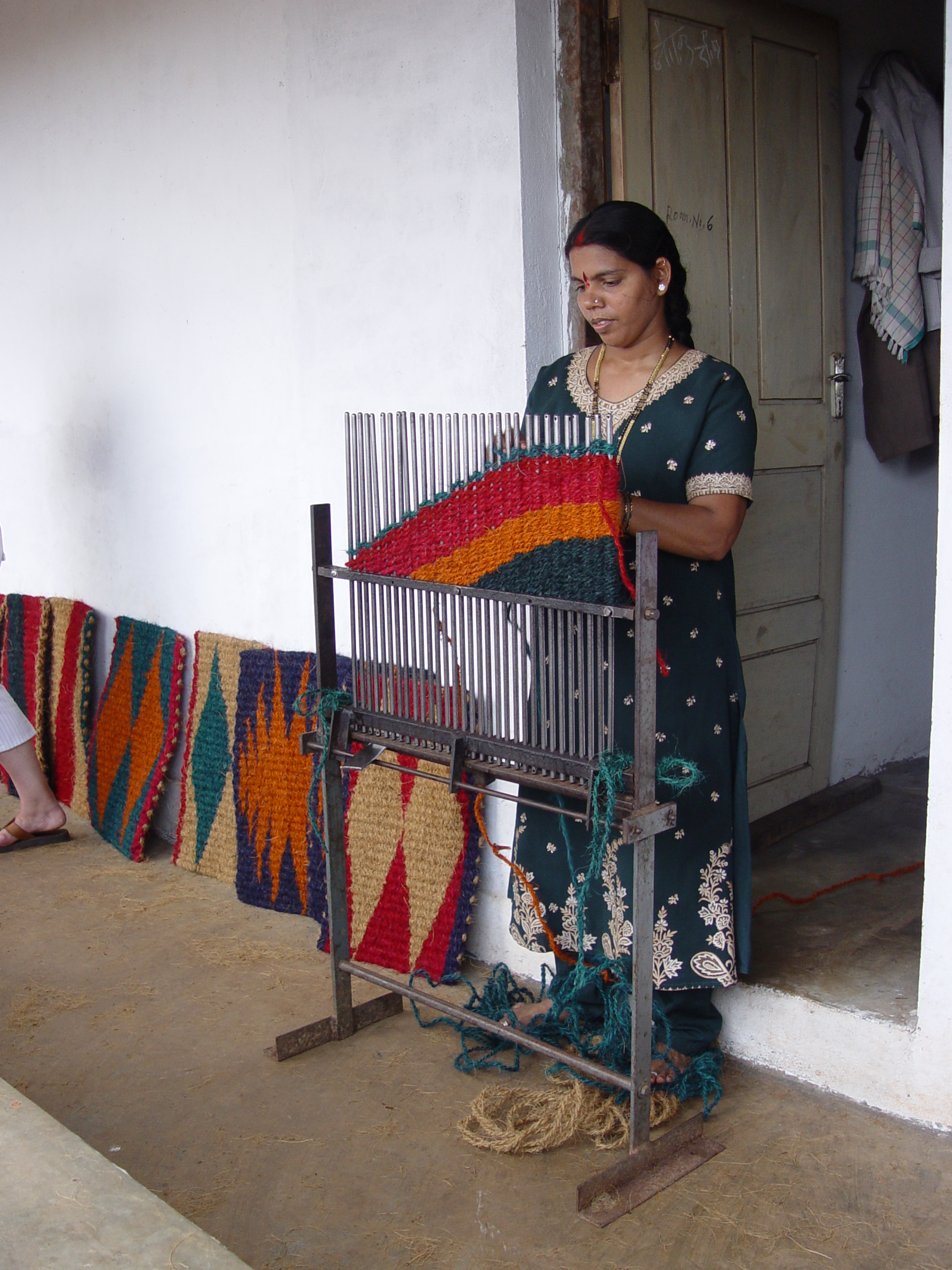
Fabrikage van kokosmatten (voor toeristen) nabij Goa, India

## Voornaamste producenten
Verreweg de grootste producent van witte kokosvezel is India (60% van de wereldproductie), terwijl Sri Lanka 36% van de bruine vezel levert. Andere leveranciers zijn Indonesië, Vietnam, Mexico en een aantal Caribische landen. Meer dan 50% van de wereldproductie wordt gebruikt in de landen van herkomst.

## Afval en bijproducten
De vezels maken slechts 30% uit van de massa van de kokosnoot. De rest was vroeger afval, maar wordt tegenwoordig gebruikt als mulch, voor bodemverbetering en als groeimedium.